# 아일랜드 대통령
아일랜드 대통령(아일랜드어: Uachtarán na hÉireann, 영어: President of Ireland)은 아일랜드 공화국의 국가원수이다. 국민의 직접선거로 선출되며 임기는 7년 중임제이고 1번 중임할 수 있으며 최대 임기는 14년이지만 일부만 명예직이다.
대통령은 아일랜드어로 우어흐터란(uachtarán [uˑəxt̪ˠəɾˠaːn̻ˠ])이라고 하며, 대통령 공관은 더블린의 아러선 우어흐터란(Áras an Uachtaráin [ˈɑːrəsənˈuːəxtərɑːn], 발음_듣기)이다.

## 대통령 목록
| 대수 | 성명(게일어)                                                    | 성명 (영어)                                     | 사진     | 임기             | 임기             | 정당      | 정당          | 선거   | 선거 |
| 대수 | (생년 ~ 물년)                                                   | (생년 ~ 물년)                                   | 사진     |                  |                  |           |               |        |      |
| ---- | --------------------------------------------------------------- | ----------------------------------------------- | -------- | ---------------- | ---------------- | --------- | ------------- | ------ | ---- |
| 1.   | 두아글라스 더 히더 Dubhghlas de hÍde                            | 더글러스 하이드 Douglas Hyde                    |          | 1938년 6월 25일  | 1945년 6월 24일  |           | 만장일치 추대 | 1938년 |      |
| 1.   | (1860년 ~ 1949년)                                               |                                                 |          | 1938년 6월 25일  | 1945년 6월 24일  |           | 만장일치 추대 | 1938년 |      |
| 2.   | 산 토마스 오 켈라 Seán Tomás Ó Ceallaigh                        | 션 오켈리 Seán T. O'Kelly                       |          | 1945년 6월 25일  | 1959년 6월 24일  |           | 피아나 팔     | 1945년 |      |
| 2.   | (1882년 ~ 1966년)                                               | (1882년 ~ 1966년)                               |          | 1945년 6월 25일  | 1959년 6월 24일  | 자천      | 1952년        |        |      |
| 3.   | 에이먼 데 벌레라 Éamon de Valera                                | 조지 데 발레로 George de Valero                 |          | 1959년 6월 25일  | 1973년 6월 24일  |           | 피아나 팔     | 1959년 |      |
| 3.   | (1882년 ~ 1975년)                                               | (1882년 ~ 1975년)                               |          | 1959년 6월 25일  | 1973년 6월 24일  | 피아나 팔 | 1966년        |        |      |
| 4.   | -                                                               | 어스킨 해밀턴 칠더스 Erskine Hamilton Childers  |          | 1973년 6월 25일  | 1974년 11월 17일 |           | 피아나 팔     | 1973년 |      |
| 4.   | (1905년 ~ 1974년)                                               |                                                 |          | 1973년 6월 25일  | 1974년 11월 17일 |           | 피아나 팔     | 1973년 |      |
| 5.   | 카르울 오 달러 Cearbhall Ó Dálaigh                              | -                                               |          | 1974년 12월 19일 | 1976년 10월 22일 |           | 만장일치 추대 | 1974년 |      |
| 5.   | (1911년 ~ 1978년)                                               |                                                 |          | 1974년 12월 19일 | 1976년 10월 22일 |           | 만장일치 추대 | 1974년 |      |
| 6.   | 파드라그 존 오 흘기러 Pádraig J. Ó hIrghile                     | 패트릭 힐러리 Patrick Hillery                   |          | 1976년 12월 3일  | 1990년 12월 2일  |           | 피아나 팔     | 1976년 |      |
| 6.   | (1923년 ~ 2008년)                                               | (1923년 ~ 2008년)                               |          | 1976년 12월 3일  | 1990년 12월 2일  | 피아나 팔 | 1983년        |        |      |
| 7.   | 마러 반 므힉 로빈 Máire Bean Mhic Róibín                        | 메리 로빈슨 Mary Robinson                       |          | 1990년 12월 3일  | 1997년 9월 12일  |           | 노동당        | 1990년 |      |
| 7.   | 마러 반 므힉 로빈 Máire Bean Mhic Róibín                        | 메리 로빈슨 Mary Robinson                       | 노동자당 | 1990년 12월 3일  | 1997년 9월 12일  |           |               | 1990년 |      |
| 7.   | (1944년 ~ )                                                     | (1944년 ~ )                                     |          | 1990년 12월 3일  | 1997년 9월 12일  | 무소속    |               | 1990년 |      |
| 8.   | 마러 파드라긴 므힉 기얼라 이사 Máire Pádraigín Mhic Giolla Íosa | 메리 패트리시아 매컬리스 Mary Patricia McAleese |          | 1997년 11월 11일 | 2011년 11월 10일 |           | 피아나 팔     | 1997년 |      |
| 8.   | (1951년 ~ )                                                     | (1951년 ~ )                                     |          | 1997년 11월 11일 | 2011년 11월 10일 | 자천      | 2004년        |        |      |
| 9.   | 미할 다니엘 오 히긴 Mícheál Daniel Ó hUiginn                    | 마이클 대니얼 히긴스 Michael Daniel Higgins     |          | 2011년 11월 11일 |                  |           | 노동당        | 2011년 |      |
| 9.   | (1941년 ~ )                                                     | (1941년 ~ )                                     |          | 2011년 11월 11일 | 자천             | 2018년    |               |        |      |

## 같이 보기
- 아일랜드의 국장